# Райський Вадим Анатолійович
Вади́м Анато́лійович Ра́йський — полковник Збройних сил України, учасник російсько-української війни, що відзначився під час російського вторгнення в Україну в 2022 році.

## Нагороди
- орден Богдана Хмельницького III ступеня (2022) — за особисті заслуги у захисті державного суверенітету та територіальної цілісності України, мужність і самопожертву у волонтерській діяльності[1].
- орден «За мужність» III ступеня (2022) — за особисті заслуги у захисті державного суверенітету та територіальної цілісності України, мужність і самопожертву у волонтерській діяльності[2].